# Ottstedt (Magdala)
Ottstedt bei Magdala ist ein Ortsteil der Stadt Magdala im Landkreis Weimarer Land in Thüringen. Der Ort hat 137 Einwohner (2005) auf einer Fläche von 3,21 km².

## Geographie
Ottstedt ist etwas nördlich der Bundesautobahn 4 zwischen Weimar und Jena gelegen. Der Ort liegt am Südwestrand des Magdalaer Grabens, Nachbargemeinden sind Mellingen, Kleinschwabhausen und Lehnstedt.

## Geschichte
Die erste urkundliche Erwähnung als Uthestete ist auf den 28. Oktober 1285 datiert. Der Ortsname bedeutet „Siedlung des Ot(i)“ (germanischer Personenname). Der Ort lag im Herrschaftsgebiet der Grafschaft Weimar-Orlamünde und der Grafen von Schwarzburg und kam mit deren Besitz 1372 zum Gebiet der Wettiner. 1437 wurde der Ort als Otstete im Kirchenbuch von Magdala erwähnt. Ottstedt wird 1529 als Pfarrei genannt und bald danach in Magdala eingepfarrt. 1630 gab es einen Großbrand. Im Jahre 1650 wird im Kirchenbuch erstmals ein Lehrer erwähnt, eine Schule erstmals 1693. Die heutige Kirche entstand 1783–85.
Vom Mittelalter bis weit ins 20. Jahrhundert arbeiteten die meisten Bürger von Ottstedt in der Landwirtschaft.
Ein zweiter verheerender Großbrand warf Ottstedt 1827 in seiner Entwicklung zurück. 1831 wurde die Schule wieder aufgebaut (heutiges Gemeindehaus). 1916 Anschluss Ottstedts an das Stromnetz. Im Schuljahr 1947/48 wurde die Schule geschlossen und die Schüler nach Magdala eingegliedert. 1959 erfolgte die Gründung der ersten Landwirtschaftlichen Produktionsgenossenschaft (Typ 1). Eine Verkaufsstelle des Konsum wurde 1974 eröffnet. Zwischen 1970 und 1980 wurde der Dorfbach bis zum Löschwasserteich verrohrt und Gehwege gebaut.
In der Gemarkung gab es noch zwei weitere Dörfer zwischen dem 10. und 14. Jahrhundert. Das Dorf Eger, rund ein Kilometer nordwestlich, wurde 1194 urkundlich als Eichorne („bei den Leuten am Eichenwald“) gemeinsam mit Wellendorf erwähnt. Wellendorf lag 500 Meter östlich des Ortes.
Das alte Gemeindesiegel zeigt einen Lindenbaum.

## Bilder der Kirche

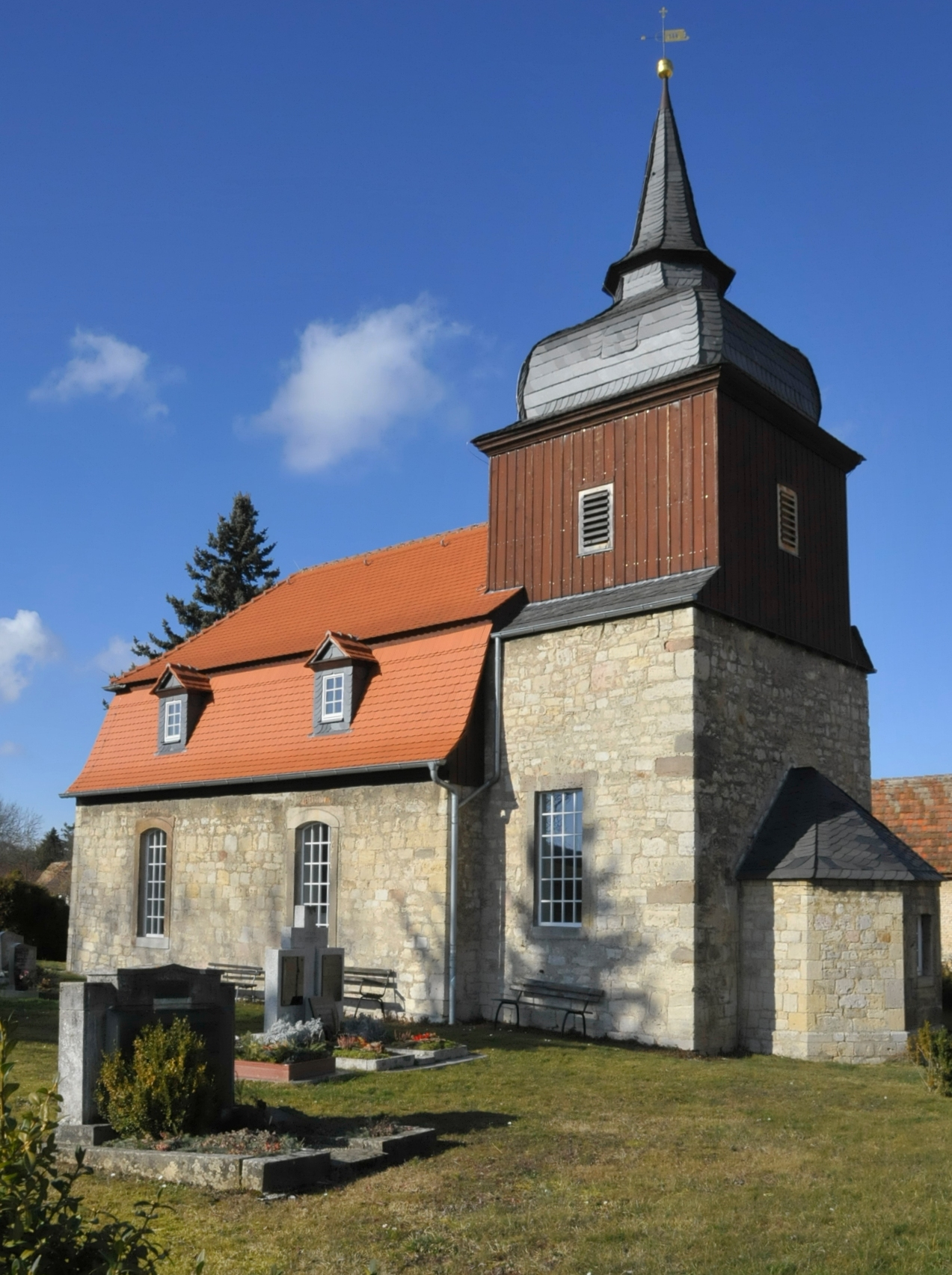
Blick von Südost
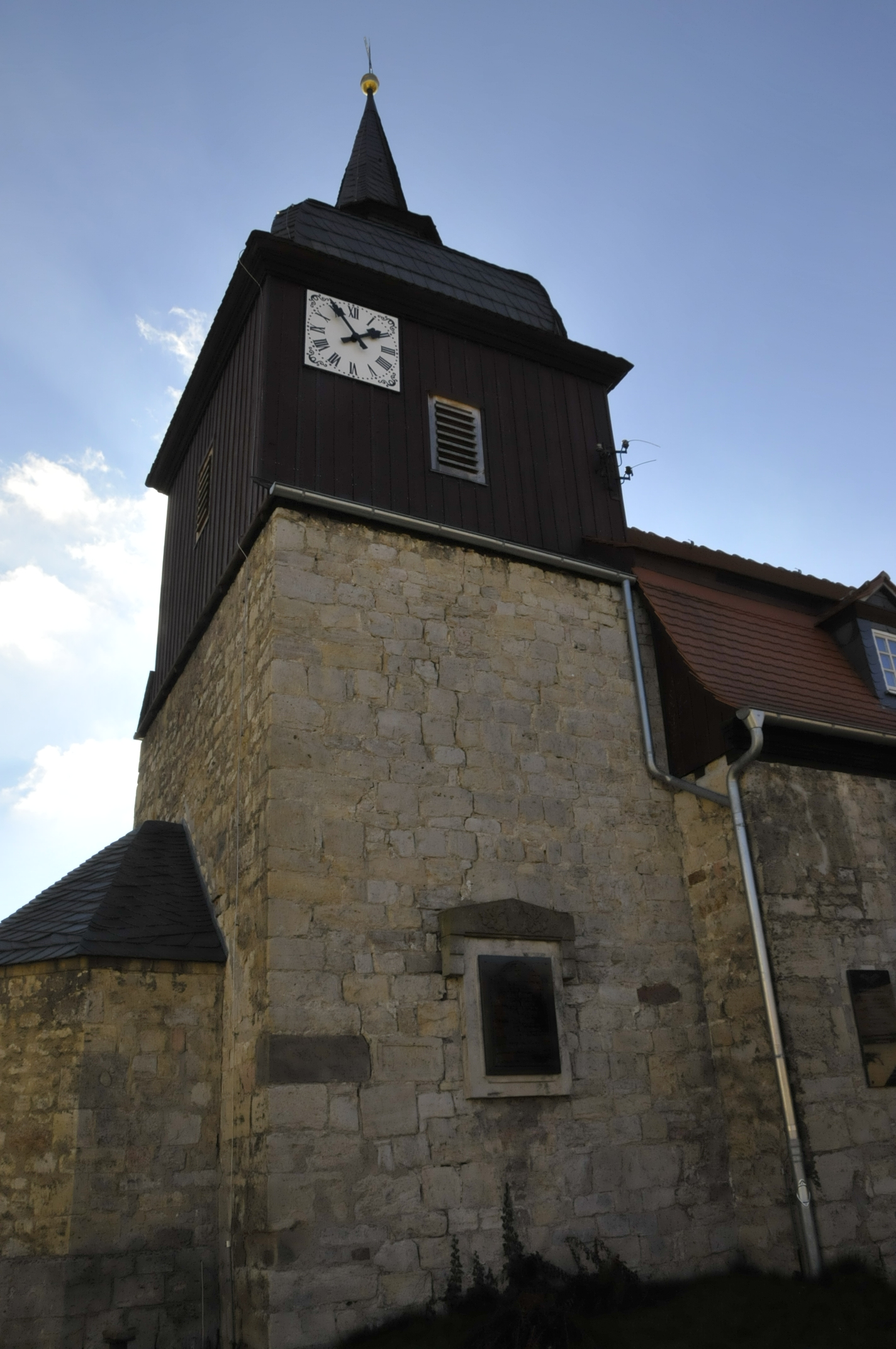
Blick von Nordost
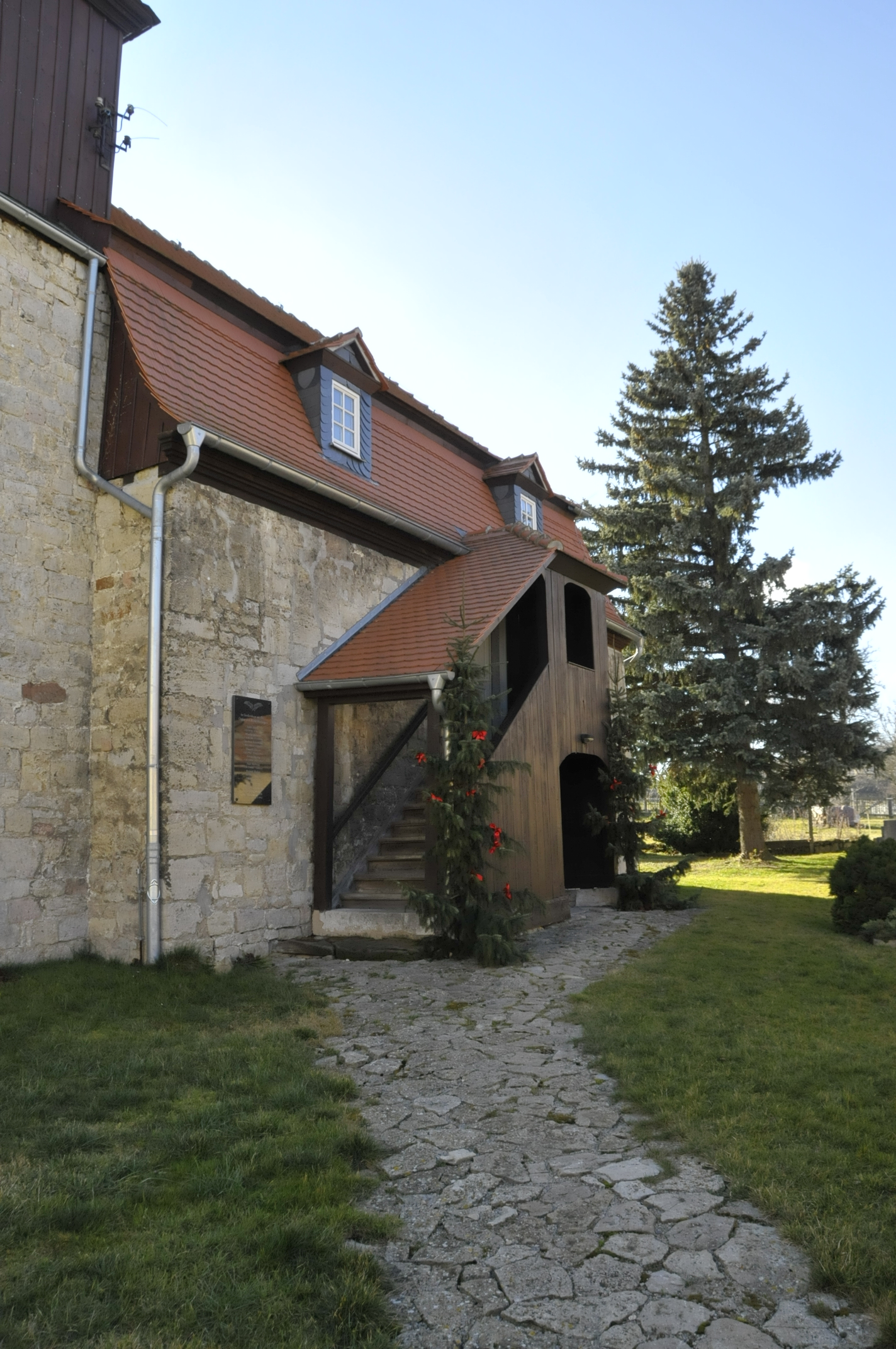
Blick von Nordost mit dem außenliegenden Aufgang zur Empore
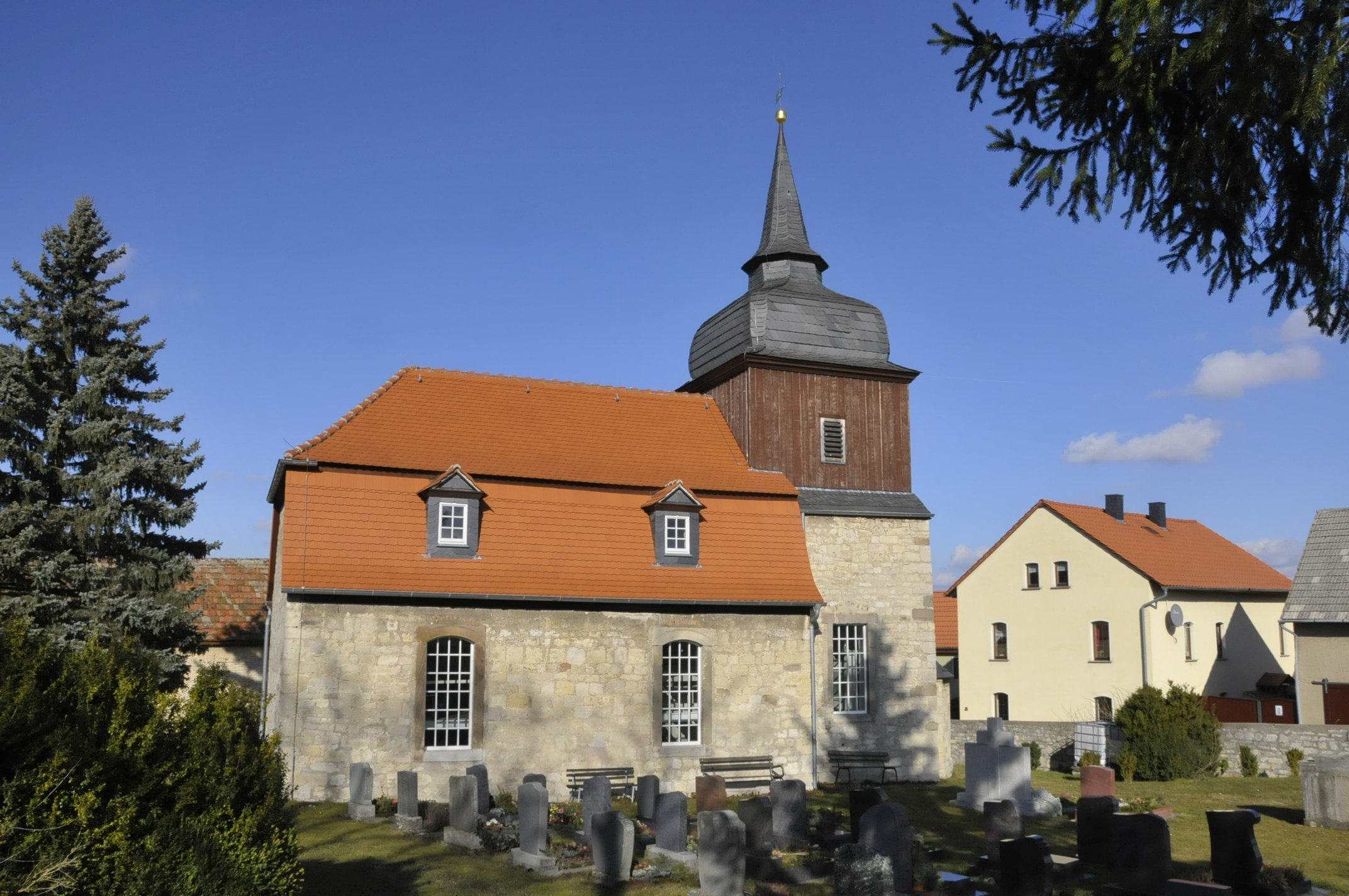
Blick von Süden